# Аубакиров, Нурлан Ерикбаевич
Нурла́н Ери́кбаевич Аубакиров (каз. Нұрлан Ерікбайұлы Әубәкіров; род. 29 декабря 1975, Караганда) — аким города Караганды с 2014 по 2020 гг.

## Биография
Родился 29 декабря 1975 года в городе Караганде.
В 1993 году окончил СШ № 3 г. Караганды. В 1997 году окончил Карагандинский государственный университет имени Е. А. Букетова по специальности «Финансы и кредит» (с отличием). В 2000 году окончил Гуманитарный университет им. Д. А. Кунаева по специальности «Правоведение».
С 15.10.1997 г. по 01.07.1998 г. работал старшим ревизором бюджетного банка.
С 1998 года по 2000 год занимал должность старшего казначея ревизионного отдела, ведущий казначей отдела по контролю работы территориальных органов Карагандинского областного управления Казначейства.
С 2000 года по 2005 год — главный специалист отдела поддержки малого и среднего бизнеса, начальник отдела планирования, учёта и контроля бюджетных средств — главный бухгалтер, начальник отдела финансового, информационного и организационного обеспечения — главный бухгалтер Главного управления экономики и развития предпринимательства по Карагандинской области.
С февраля по май 2005 года занимал должность начальника отдела организационной и кадровой работы — главный бухгалтер Департамента предпринимательства и промышленности Карагандинской области.
С мая 2005 года по июль 2006 года назначен на должность руководителя аппарата акима района им. Казыбек би г. Караганды.
С 2006 года по 2007 год начальник ГУ «Отдел ЖКХ, пассажирского транспорта и автомобильных дорог города Караганды».
С 2007 года по 2009 год — заместитель руководителя аппарата акима Карагандинской области.
С 2009 года по 2010 год — аким района имени Казыбек би города Караганды.
С 2010 год по 2011 год являлся заместителем акима города Караганды.
С 2011 года по 2012 год — аким Октябрьского района города Караганды.
С 2012 года по 2014 год — аким города Балхаш.
С июня 2014 года по 2020 год — аким города Караганды.
С 30 сентября 2020 года — председатель правления АО "Социально-предпринимательской корпорации «Сарыарка».
Военнообязанный, капитан запаса.

## Личная жизнь
Женат на Ботакоз Айткеновне Аубакировой (род. 1976). Трое детей: дочери — Айгерим Аубакирова (род. 2001), Малика Аубакирова (род. 2013); сын — Шынгыс Аубакиров (род. 2004)

## Награды
- Орден «Курмет» (2016).
- Юбилейные медали.